# Хасан Гулед Аптідон
Хасан Гулед Аптідон (фр. Hassan Gouled Aptidon, сом. Xasan Guuleed Abtidoon, араб. حسن جولد أبتيدون; 15 жовтня 1916, Лугхая — 21 листопада 2006, Джибуті) — перший президент Джибуті.

## Життєпис
Народився на території нинішнього Сомалі. Виступав за незалежність Джибуті від Франції і проти його приєднання до Сомалі. Після виборів 1958, на яких партія Республіканський союз, що виступала за об'єднання з Сомалі, зазнала поразки, Аптідон став віце-головою Урядової ради, а в квітні 1959 був обраний представляти Джибуті в Національних зборах Франції. У 1963–1967 він був міністром освіти, а в травні 1977 став прем'єр-міністром країни, яка вже 27 червня отримала незалежність, після чого Аптідон став президентом, до липня також залишаючись прем'єр-міністром.
У 1981 Аптідон проголосив однопартійний режим, ставши на чолі єдиної партії Народний рух за прогрес, і переобирався на посаду президента як єдиний кандидат. Незважаючи на жорсткі методи управління в політичному житті, економіка Джибуті росла. У 1991 в країні відбулася громадянська війна з опозиційними силами, і у вересні 1992 Аптідон провів референдум, що схвалив багатопартійний устрій країни з не більш ніж чотирма політичними силами. Тим не менш, його партія отримала всі місця в парламенті, а сам Аптідон був у наступному році переобраний на черговий шестирічний термін, отримавши 60,7 %. У 1990-ті в економіці Джибуті почався різкий спад, що спонукало Аптідона до вирішення назвати своїм наступником на президентську посаду свого племінника Ісмаїла Омара Гелле, який був обраний в 1999. Втім, Аптідон залишався впливовою політичною фігурою і головним радником племінника до самої кончини.